# Красное Озеро (Акмолинская область)
Красное Озеро (каз. Красное Озеро) — село в Аршалынском районе Акмолинской области Казахстана. Входит в состав сельского округа Турген. Код КАТО — 113447200.

## География
Село расположено в южной части района, на расстоянии примерно 15 километров (по прямой) к востоку от административного центра района — посёлка Аршалы, в 6 километрах к северо-востоку от административного центра сельского округа — села Турген.
Абсолютная высота — 439 метров над уровнем моря.
Ближайшие населённые пункты: село Турген — на юго-западе, село Шортанды — на востоке, село Родники — на северо-западе.

## Население
В 1989 году население села составляло 242 человека (из них русские — 57%).

В 1999 году население села составляло 232 человека (108 мужчин и 124 женщины). По данным переписи 2009 года, в селе проживало 107 человек (54 мужчины и 53 женщины).
| Численность населения | Численность населения | Численность населения |
| 1989                  | 1999                  | 2009                  |
| --------------------- | --------------------- | --------------------- |
| 242                   | ↘232                  | ↘107                  |

## Улицы[5]
- ул. Жасыл
- ул. Кызыл
- ул. Мектеп